# 天地ガエシ
「天地ガエシ」（てんちガエシ）は、NICO Touches the Wallsの楽曲で、15枚目のシングル。2014年6月11日にキューンミュージックから発売された。

## 解説
- 前作「ローハイド」以来3ヶ月振りのシングル。
- B面曲はレーベルメイトであるチャットモンチーの楽曲のカバーとなっている。
- 通常盤の初回限定仕様のジャケットは、タイアップとなったアニメ『ハイキュー!!』の描き下ろしスリーブの仕様となっている。
- 初回生産限定盤には、『ハイキュー!!』のワイドキャップステッカーと、NICO Touches the Wallsのフォトブック「カベニミミ」が付属している。
- キャッチコピーは、「早くも2014年第２弾シングル！フェスで絶対盛り上がる夏アンセム！」

## 収録内容

### CD
- 全編曲：NICO Touches The Walls、Takashi Asano

| #         | タイトル                                                           | 作詞       | 作曲       | 時間 |
| --------- | ------------------------------------------------------------------ | ---------- | ---------- | ---- |
| 1.        | 「天地ガエシ」(MBS・TBS系アニメ『ハイキュー!!』エンディングテーマ) | 光村達哉   | 光村達哉   | 4:47 |
| 2.        | 「ハナノユメ」                                                     | 高橋久美子 | 橋本絵莉子 | 3:38 |
| 合計時間: | 合計時間:                                                          | 合計時間:  | 合計時間:  | 8:25 |

### DVD
【初回生産限定盤のみ】
1. 天地ガエシ (Music Clip)
  - 監督：飯塚健

リベンジをタイトルにした内容になっている。
2. 天地ガエシ (Music Clip Making Movie)